# Андерсон, Алан (футболист)
Арту́р Алан Ду́нкан А́ндерсон (англ. Arthur Alan Duncan Anderson; 21 декабря 1939, Эдинбург — февраль 2022) — шотландский футболист, играл на позиции центрального защитника.

## Биография

### Игровая карьера
Андерсон начинал карьеру в клубе «Фалкирк», а затем перебрался в «Аллоа Атлетик». В 1959 году переехал в Англию, где в течение четырёх сезонов играл за «Миллуолл» и «Сканторп Юнайтед».
Зимой 1963 года Андерсон перешёл в «Харт оф Мидлотиан», за который дебютировал в Высшем дивизионе 2 января 1964 года в матче с «Данфермлином», который «Харт» выиграл со счётом 2:1. В составе «Хартс» он играл в течение 13 сезонов, сыграв во всех турнирах более 500 матчей, из которых 200 он провёл в качестве капитана. Последний матч за «Харт оф Мидлотиан» сыграл 26 апреля 1976 года против «Сент-Джонстона», который закончился со счётом 0:0.
За сборную Шотландии сыграл 5 матчей, в которых не отметился забитыми мячами.

### Смерть
Скончался в феврале 2022 года в возрасте 82 лет.